# Systoechus titan
Systoechus titan är en tvåvingeart som beskrevs av Greathead 1996. Systoechus titan ingår i släktet Systoechus och familjen svävflugor.
Artens utbredningsområde är Kenya. Inga underarter finns listade i Catalogue of Life.